# Adolphe de Leuven
Adolphe de Leuven (29 de septiembre de 1802-14 de abril de 1884) fue un director de teatro y libretista francés. También conocido como Grenvallet y conde Adolph Ribbing.

## Biografía
Era el hijo ilegítimo de Adolph Ribbing, que estuvo implicado en el asesinato de Gustavo III de Suecia en 1792, y de Jeanne-Claude Billard. Tomó su nombre como una variación del de su abuela paterna, Eva Löwen.
Produjo más de 170 obras y libretos, con escenarios operísticos de Adolphe Adam, incluido Le Postillon de Lonjumeau, Clapisson, Félicien David (Le Saphir) y Thomas.
Estuvo asociado con la Opéra-Comique durante cincuenta años y fue director (con Eugène Ritt como administrador) de 1862 a 1870 y codirector con Camille du Locle de 1870 a 1874. Renunció en protesta por el asesinato en el escenario de Carmen.